# Ravonträsket
Ravonträsket är en sjö i Sorsele kommun i Lappland och ingår i Umeälvens huvudavrinningsområde. Sjön har en area på 0,184 kvadratkilometer och ligger 466,8 meter över havet.

## Delavrinningsområde
Ravonträsket ingår i det delavrinningsområde (727728-154935) som SMHI kallar för Inloppet i Jiltjaur. Medelhöjden är 515 meter över havet och ytan är 33,65 kvadratkilometer. Räknas de 6 avrinningsområdena uppströms in blir den ackumulerade arean 149,77 kvadratkilometer. Dergabäcken (Rakkobäcken) som avvattnar avrinningsområdet har biflödesordning 3, vilket innebär att vattnet flödar genom totalt 3 vattendrag innan det når havet efter 315 kilometer. Avrinningsområdet består mestadels av skog (90 procent). Avrinningsområdet har 0,56 kvadratkilometer vattenytor vilket ger det en sjöprocent på 1,7 procent.